# Halové evropské rekordy v atletice – ženy
Seznam halových Evropských rekordů atletek podle atletických disciplín:
| Disciplína               | Atletka                                                                        | Výkon         | Stát               | Místo a datum rekordu     |
| ------------------------ | ------------------------------------------------------------------------------ | ------------- | ------------------ | ------------------------- |
| Běh na 50 metrů          | Irina Privalovová                                                              | 5,96 WR       | Rusko              | Madrid 9. 2. 1995         |
| Běh na 60 metrů          | Irina Privalovová                                                              | 6,92 WR       | Rusko              | Madrid 11. 2. 1993        |
| Běh na 60 metrů          | Irina Privalovová                                                              | 6,92          | Rusko              | Madrid 9. 2. 1995         |
| Běh na 200 metrů         | Irina Privalovová                                                              | 22,10         | Rusko              | Liévin 19. 2. 1995        |
| Běh na 400 metrů         | Femke Bolová                                                                   | 49,17 WR      | Nizozemsko         | Glasgow 2. 3. 2024        |
| Běh na 800 metrů         | Jolanda Čeplaková                                                              | 1:55,82 WR    | Slovinsko          | Vídeň 3. 3. 2002          |
| Běh na 1500 metrů        | Abeba Aregawiová                                                               | 3:57,91       | Švédsko            | Stockholm 6. 2. 2014      |
| Běh na 1 míli            | Doina Melinteová                                                               | 4:17,14       | Rumunsko           | East Rutheford 9. 2. 1990 |
| Běh na 3000 metrů        | Laura Muirová                                                                  | 8:26,41       | Spojené království | Karlsruhe 4. 2. 2017      |
| Běh na 5000 metrů        | Konstanze Klosterhalfenová                                                     | 14:30,79      | Německo            | Boston 27. 2. 2020        |
| Běh na 50 metrů překážek | Cornelia Oschkenatová                                                          | 6,58 WR       | Východní Německo   | Berlín 20. 2. 1988        |
| Běh na 60 metrů překážek | Ditaji Kambundjiová                                                            | 7,67          | Švýcarsko          | Apeldoorn 7. 3. 2025      |
| Skok do výšky            | Kajsa Bergqvistová                                                             | 208 cm WR     | Švédsko            | Arnstadt 4. 2. 2006       |
| Skok o tyči              | Jelena Isinbajevová                                                            | 501 cm        | Rusko              | Doněck 24. 2. 2012        |
| Skok daleký              | Heike Drechslerová                                                             | 737 cm WR     | Východní Německo   | Vídeň 13. 2. 1988         |
| Trojskok                 | Taťjana Lebeděvová                                                             | 15,36         | Rusko              | Budapešť 6. 3. 2004       |
| Vrh koulí                | Helena Fibingerová                                                             | 22,50 WR      | Československo     | Jablonec 19. 2. 1977      |
| Halový pětiboj           | Nafissatou Thiamová                                                            | 5 055 bodů WR | Belgie             | Istanbul 3. 3. 2023       |
| Chůze na 3 km            | Claudia Stefová                                                                | 11:40,33 WR   | Rumunsko           | Bukurešť 30. 1. 1999      |
| Běh na 4 × 200 metrů     | Jekatěrina Kondraťjevová Irina Chabarovová Julija Pečonkinová Julija Guščinová | 1:32,41 WR    | Rusko              | Glasgow 29. 1. 2005       |
| Běh na 4 × 400 metrů     | Julija Guščinová Olga Kotljarovová Olga Zajcevová Olesja Krasnomovecová        | 3:23,37 WR    | Rusko              | Glasgow 28. 1. 2006       |